# Iglesia de San Hilario el Grande

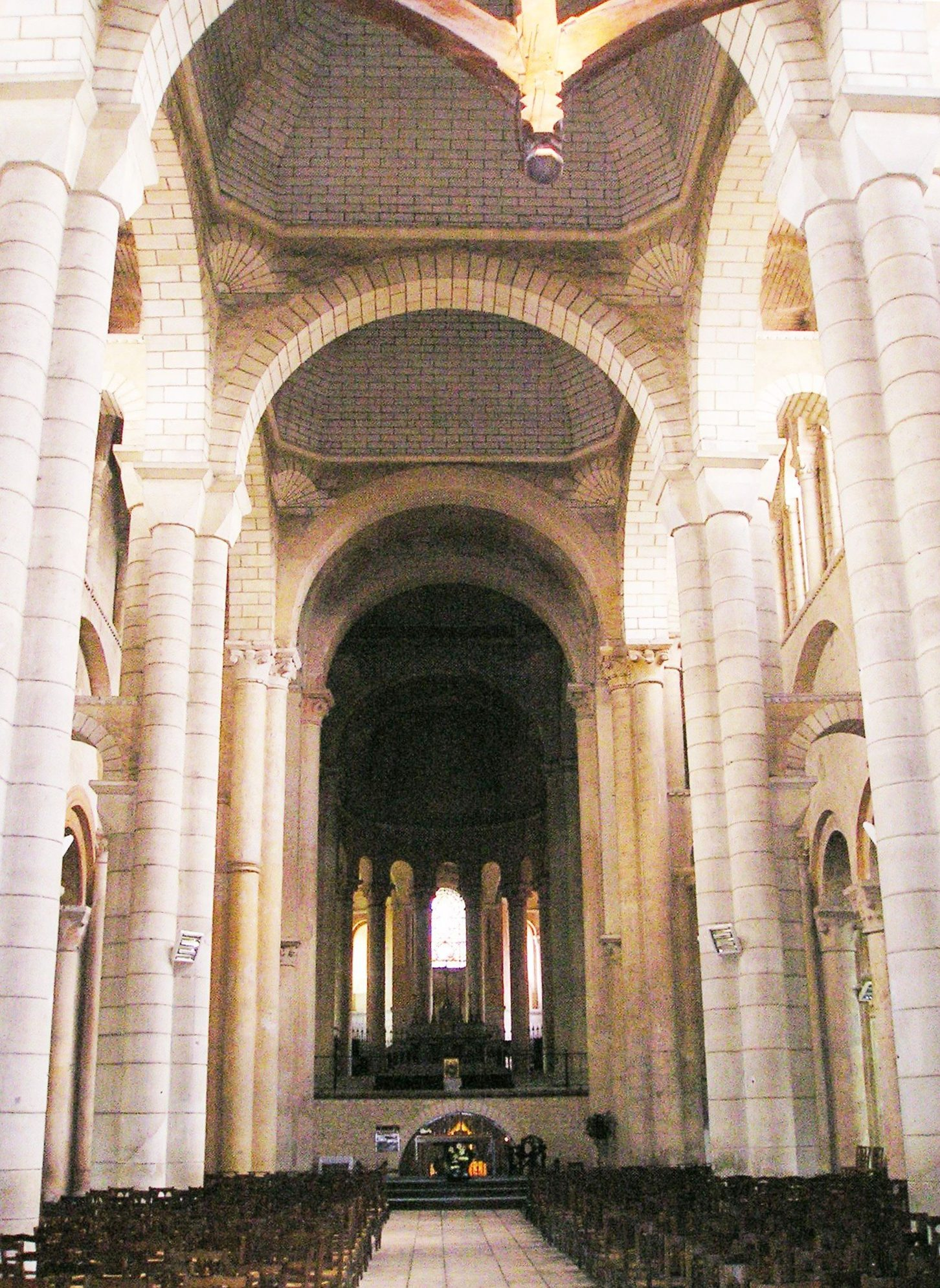
Nave vista desde el interior

La iglesia de Saint-Hilaire le Grand (en francés: Église Saint-Hilaire le Grand) es una pequeña iglesia medieval fortificada románica situada en Poitiers, Francia, construida en el siglo X sobre los vestigios de una necrópolis galoromana del siglo IV, en el lugar donde San Hilario alrededor del año 370 construyó un oratorio dedicado a dos mártires romanos de los años 362-363. Fue restaurada en el siglo XIX y está inscrita como Patrimonio de la Humanidad por la Unesco en los Caminos de Santiago de Compostela en Francia desde 1998 con el código 868-069.
La iglesia del célebre obispo Hilario de Poitiers está formada por un coro y un crucero de altura impresionantes y gran luminosidad. El deambulatorio de San Hilario se abre sobre cuatro capillas adornadas con murales románicos que representan una de las primeras escenas pintadas del Apocalipsis.
Toda la bóveda y gran parte de los muros de la nave, en origen de 15 m de anchura, fueron destruidos durante la Revolución francesa, la mitad restante del edificio que quedó en pie fue recalificada como iglesia parroquial a principios del siglo XIX. Durante la segunda mitad de este siglo se reconstruyó la nave aunque con dimensiones muy inferiores a las originales, sacrificando para ello toda la zona oeste. En el año 1884 se le instaló asimismo un órgano.
Desde el siglo XII es una etapa del camino de Compostela y está inscrita también como Monumento histórico de Francia desde el año 1840.